# Bulbophyllum chloropterum
Bulbophyllum chloropterum là một loài phong lan thuộc chi Bulbophyllum.